# New Holland, Ohio
New Holland är en by i Fayette County, och Pickaway County i Ohio i USA. Befolkningen uppgick till 801 vid folkräkningen år 2010. Den har enligt United States Census Bureau en area på 4,9 km², allt är land. 